# 反共主義
反共主義（、英: anti-communism, anticommunism）または反共産主義（）、反共（）とは、共産主義に対し反対・敵視・憎悪し、その排除を目指す様々な思想・運動・立場の総称。対義語は容共。

反共主義を表すマーク。共産主義を象徴する鎌と槌がバツ印で消されている。

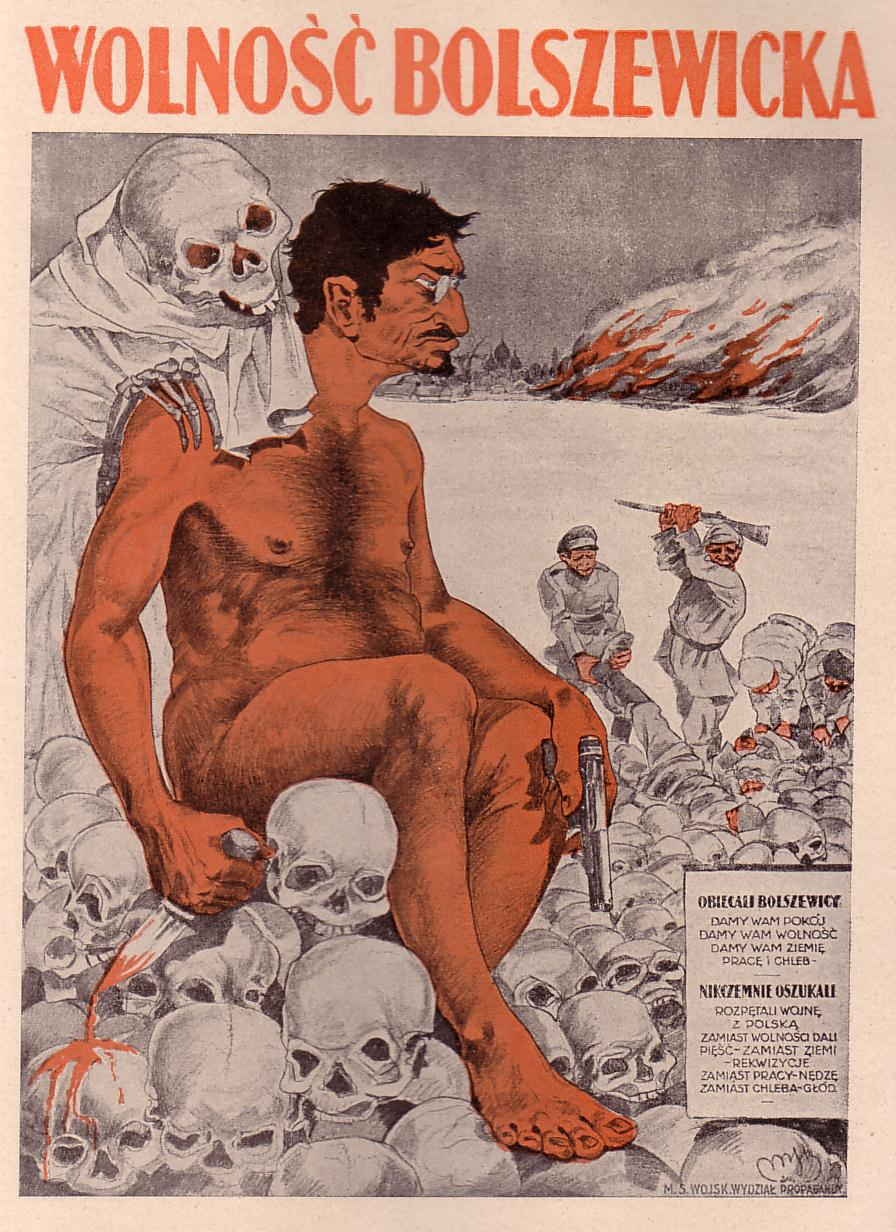
「ボリシェヴィキの自由」 - 戯画化された裸のレフ・トロツキーが描かれた、ポーランド・ソビエト戦争での反共宣伝ポスター。ボリシェヴィキ政権下で多数の人民が虐殺された事件を風刺している。

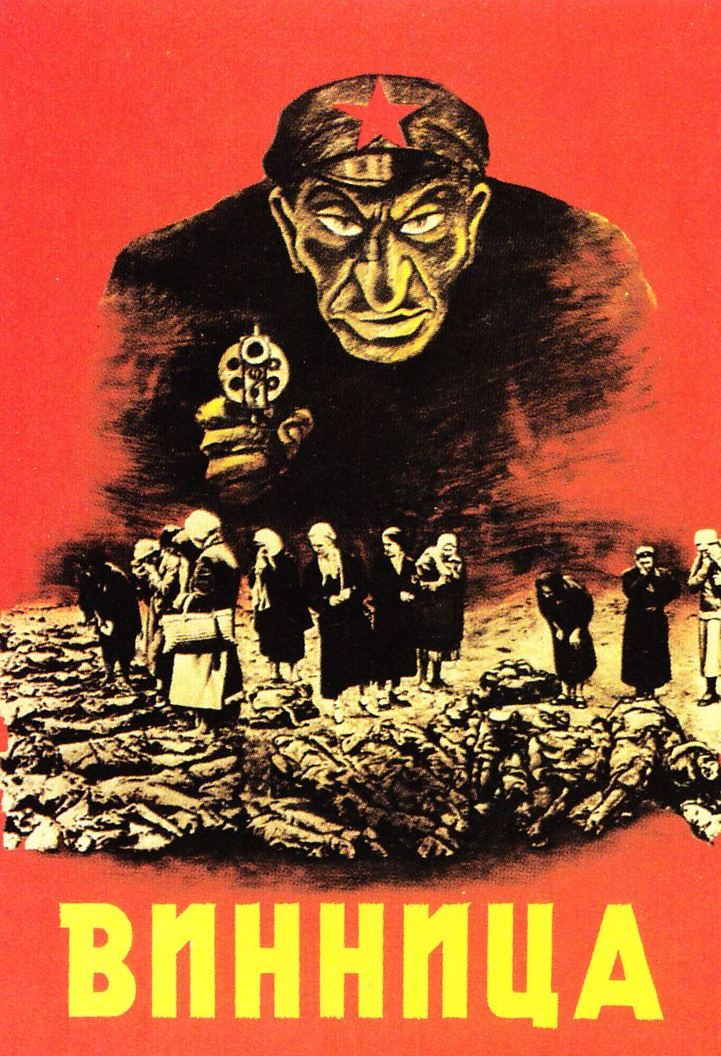
ナチス・ドイツがヴィーンヌィツャ大虐殺の件を利用し、共産主義の脅威を宣伝するために制作したポスター。

『日本大百科全書』での五十嵐仁によると反共主義は、厳密には共産主義批判と異なり、資本家による対労働者用の思想的武器としての面と、反民主的・反自由的手段としての面を併せ持つ。その典型例は、枢軸国（ナチス・ドイツ、イタリア王国、大日本帝国）のファシズムや、アメリカのマッカーシズム等だという。
各種の学術論文によれば、反共主義は伝統や宗教と関連してきた歴史があり、例えばキリスト教や世界平和統一家庭連合（統一教会）などが研究されている。

## 主張

### 唯物史観への批判
大多数の反共主義者は、マルクス主義の中心となる理念である唯物史観の概念に反対している。反共主義者は、ちょうど封建主義が資本主義に移行したように資本主義は社会主義と共産主義に移行するというマルクス主義者の信念を否定している。反共主義者は、社会主義国家がその必要性が消失した時には「死滅」して真の共産主義社会となるというマルクス主義者の主張の妥当性に疑問を抱いている。

### 経済理論への批判
多くの批判者は、資本主義社会ではブルジョワジーは常に資本と富を増大させ、他方では労働者階級は生存のために最低限の給料の対価として彼らの労働力を売却するしか無いために支配階級に更に依存していく、と予測する共産主義者の経済理論に重大な間違いがあると考えている。反共主義者は、近代化された西洋の平均的な生活水準は全体としては向上したと指摘し、富裕者と貧困者の両方が着実により豊かになったと主張している。また反共主義者は、一部のアジア諸国などの以前の第三世界諸国は資本主義となり貧困からの脱出に成功したと主張している。彼らは、エチオピアのメンギスツ・ハイレ・マリアム政権の例のように、発展と経済成長の達成に失敗して国民を更に悪い悲惨に導いた第三世界の共産主義体制の多数の例を引用している。

### 共産党への批判
反共主義者は共産主義者の政党である共産党や労働党に対しては、その一党独裁と政治的反対者への厳格な不寛容の傾向を持つ権力を批判している。また、経済的な社会主義段階から理想的な共産主義段階へ移行するというマルクス主義の概念を、大多数の共産主義諸国が何の兆候も見せない事を批判している。更には、共産主義政府はロシアではノーメンクラトゥーラと呼ばれるなどの新しい支配階級を生み出し、革命前の治世で以前の上流階級が享受したよりも多くの権力と特権を得ていると批判している。

### 弾圧への批判
反共主義者は、ボリシェヴィキ政権の初期の弾圧は、ヨシフ・スターリン時代ほど極端ではなかったとしても、他のいかなる正当な基準から見ても厳格で、フェリックス・ジェルジンスキーなどの秘密警察や、裁判外の処刑による多数の政治的反対者の除去、クロンシュタットの反乱やタンボフ州の反乱への過酷な撃滅などを引用している。これらの出来事の間、レフ・トロツキーはボリシェヴィキの最上位の指導者だった。トロツキーは後に、クロンシュタットの反乱は後のスターリニズムに付随した官僚支配化の前兆だったと主張した。いくつかの反共主義者は、共産主義とファシズムの両方を全体主義とみなし、共産主義政権とファシスト政権の行動が類似しているとみている。以前にスターリン主義者でイギリスのスパイであったロバート・コンクエストは、共産主義は20世紀の間の1000万人の死の責任があると批判した。

### 平等主義への批判
アイン・ランドが創立した客観主義(en:Objectivism (Ayn Rand))は、人間の性質は通常は反共産主義によって説明されるという視点で、平等主義者による社会は理想的に見える一方で、実際には達成できないと考える。彼らは、個人的な利益によって動機づけられるのは人間の性質であると述べ、複数の共産主義指導者が公益のための労働を主張したが、彼らの多くまたは全員が腐敗し全体主義者となったと指摘した。

ミルトン・フリードマンは、共産主義における自発的な経済活動の欠如は、抑圧的な政治的指導者が強制的な権力を得ることを非常に容易にすると論じた。フリードマンの視点は更に、資本主義は生き残り繁栄するための自由に対して死活的に重要だと信じるフリードリヒ・ハイエクとジョン・メイナード・ケインズによって共有された。

## 歴史

### 18世紀以降
反共主義の始まりは、一般にはロシア革命の時と言われる。しかし社会主義全体との対立という意味合いでは産業革命の頃から既に始まっていた。当初の反共主義の目的は、先鋭化しつつ高まりをみせる労働運動の対策にあった。19世紀中期では、イギリスを初めとする西ヨーロッパでは労資紛争が絶えず、ラッダイト運動が日常茶飯事の状態と、労働者と資本家の対立が激化していた。
1789年からのフランス革命では、啓蒙思想による平等主義を掲げた革命政府と王党派や反革命諸国の間でフランス革命戦争が行われた。革命政府の内部でも、立憲君主制派のフイヤン派や穏健共和派のジロンド派などに対して、「共産主義の先駆」ともされるジャコバン派が独裁と恐怖政治を行った。特にネオ・ジャコバン派のフランソワ・ノエル・バブーフは「共産主義」の近代的な意味を確立したとされる。イギリスの思想家・エドマンド・バークは「フランス革命の省察」で保守主義の立場から反革命を主張した。
1864年に結成された第一インターナショナルでは、プロレタリア独裁を掲げる実質少数派のマルクス主義者が、その権威主義を批判する実質多数派のアナキストを除名した。
1871年には社会主義や共産主義の理念に基づき、世界初の労働者政権であるパリ・コミューンが樹立された。この時、資本家を中核とした反共勢力は周辺国への伝播を防ぐべく圧力を加え、僅か半年でパリ・コミューンは打倒された。

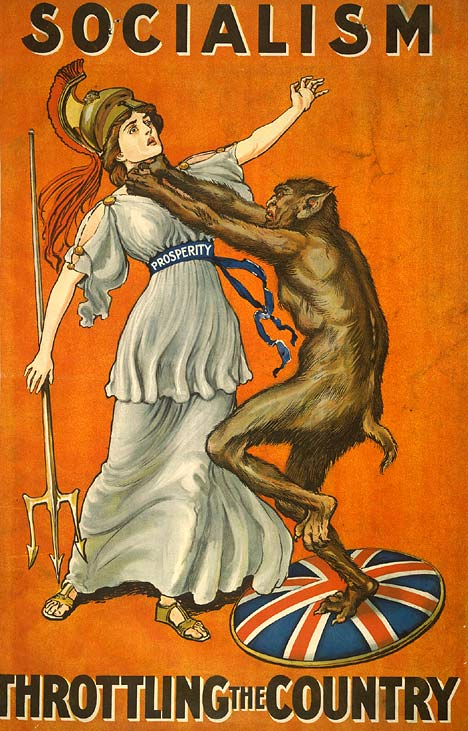
英国を絞殺した悪霊として社会主義を示す、保守党の反社会主義ポスター。“社会主義は国を絞める”。1909年

その後、革命勢力のうち社会民主主義/共産主義勢力は第二インターナショナル運動へと進んだ。それに対し反共主義勢力は、ドイツの宰相・オットー・フォン・ビスマルクによって制定された社会主義者鎮圧法、日本の山縣有朋内閣で成立した治安警察法などのように、治安立法で共産主義・社会主義運動を取り締まった。

### ロシア革命から白軍敗北まで
第一次世界大戦中の1917年にロシア革命が発生した。二月革命で帝政が崩壊したが、革命政府内部では民主主義を重視するメンシェヴィキが実質的には多数派であった。しかし、ウラジーミル・レーニンが率いたボリシェヴィキによるクーデターである十月革命によって、ボリシェヴィキは独裁を確立し、反対勢力への弾圧や粛清、赤色テロを行った。このレーニン主義に対しマルクス主義者の立場からも、カール・カウツキーはその「一党独裁」を批判し、ローザ・ルクセンブルクは「超中央集権主義」と批判した。ボリシェヴィキは後に「ロシア共産党」、更に「ソビエト連邦共産党」と改称し、各国のその影響下の政党の多くが「共産党」と称したため、以後は「共産主義」とは広義の社会主義や共産主義思想の中でも特にレーニン主義やボリシェヴィキズムを指すようになり、「反共産主義」とは狭義には社会主義勢力内部での反レーニン主義や反ボリシェヴィキズムなども指すようになった。
1919年には「ファシズムの先駆」ともされるガブリエーレ・ダンヌンツィオがイタリアで武装蜂起を行って十月革命を支持し、レーニンはダンヌンツィオを「革命家」として賞賛した。
反共主義勢力の高揚期であった。ウィンストン・チャーチルを筆頭に反共主義を掲げる政治家は、ロシア革命による労働者政権の再来とその伝播を危惧し、その本格化が進む前に反革命戦争を惹き起こした。
日本は、1917年にロシアの同盟国であるフランス（露仏同盟）から、ロシアへの介入を打診された。経済的な問題から当初は難色を示したが、ロシア革命が進むにつれ計画を立案し、反革命派を支援しシベリアを独立させることを検討し始める。1917年12月より、ザバイカル・コサック軍の頭領（アタマン）であったグリゴリー・セミョーノフは、ヴェルフネウジンスク（現ウラン・ウデ）で白色運動であるセミョーノフの反乱を起こしたが失敗し、東三省（満洲）に後退してハルビンで満洲特別部隊 (Особого Маньчжурского Отряда)を組織した。1918年2月に日本はブラゴヴェシチェンスクの日本人居留民に義勇自警団を組織させ反革命軍を支援した。1918年3月、白軍であるアムール・コサック軍は、ブラゴヴェシチェンスクでガモフの反乱を起こすが失敗する。1918年3月25日に、東京で中華民国特命全権公使の章宗祥から「日に日に露国内に敵国勢力が蔓延している」として共同防敵について打診され合意し、日支共同防敵軍事協定を結んだ。また、1918年7月にはアメリカから打診されシベリア出兵を行った。
なお、日本はロシアと日露漁業協約を結んでおり、1918年4月の漁区はウラジオストクの沿海州ゼムストヴォ(地方自治機関)で競売が行われたが、日露漁業協約は15年置きに更新となっており、1919年が更新の年であった。しかし、ロシア革命により正式政府が無くなり、日本は当時事実上の政権である臨時全ロシア政府(オムスク政府)との間に、協約暫定延長の覚書を交換した。その後、競売を行っていた沿海州ゼムストヴォが浦潮臨時政府を樹立し、1920年の漁区競売はここで行われた。
1919年9月、日本の支援するセミョーノフ軍とパルチザンである東ザバイカル戦線との間に、ボグダットの戦いが起こった。1920年3月から5月にニコラエフスクでパルチザンが邦人を大量虐殺する尼港事件が起きた。また、オホーツク方面でもパルチザンが邦人漁場26箇所、缶詰工場3箇所に残置した物件を略奪し、建物全部を焼壊した (オホーツク事件)。
1920年7月17日、日本は極東共和国（ェルフネ政権）との間に、赤軍を拒む共産主義不採用の民主主義緩衝国設立のための緩衝国建設覚書を交換し、更に浦潮臨時政府と極東共和国とロシア東方辺境（反過激派のセミョーノフ軍）を統一させて赤化を防ごうと画策したが、失敗する。その後、人民革命軍のアムール戦線によって、セミョーノフ軍はザバイカルから追い出されてしまう。
シベリア出兵に伴い、多くの白系ロシア人が日本に亡命してきた。1920年3月にはユダヤ系ロシア人アナトリー・ヤコヴレヴィチ・グートマンが日本に於いて反過激派（反赤軍）露字新聞「デーロ、ロシー」を創刊した。同年6月にロシア東方辺境のグリゴリー・セミョーノフらがその新聞社を買収し、邦文翻訳号を創刊し、反共新聞を日本の政府内外の名士に配布した。そして新聞の中で、過激派の世界的脅威について訴え、日本が撤兵すればソ連はバイカル州を手に入れ東支鉄道（中東鉄道）租借地内で過激主義について宣伝し中国人は過激派と協商に至るとし、中国人と過激派が結託すれば朝鮮や日本内地でも過激主義の宣伝をし始めると警告し、以下の内容を日本政府に提案した。
更に、その新聞に於いて「日本も亦是れ決して過激派の病毒免疫の保険を附けられたるものにあらず」「今や正に知慮あり実験あり且つ先見の明ある良医が、此の嫌忌すべき病毒の蔓延を断乎として防止し得べき機会到来せり。此の良医は即ち日本の帝国議会なり。」とも述べている。同年、日本は新しい治安立法の制定に着手しはじめ、1925年には治安維持法が成立し施行された。
上海では、1920年春にグリゴリー・ヴォイチンスキーがコミンテルン極東支局を発足させ、1921年7月には、中国共産党第一次全国代表大会に参加し、コミンテルン中国支部（中国共産党）の設立を援助した。共産主義者主筆の新聞を支援していた親共の中国国民党広東派は、1922年に香港で香港海員罷業を支援した。これを見たコミンテルンのマーリン（本名ヘンドリクス・スネーフリート）は国民党へと近づき、国民党及びコミンテルン中国支部を国共合作の方向へと向かわせた。
日本では、1921年5月に暁民会らがコミンテルン日本支部準備会を発足させ、コミンテルンから党結成資金を貰うが下関遊興事件によって発覚、1921年11月から12月に警察が非合法なコミンテルン日本支部(暁民共産党)を一斉検挙した(暁民共産党事件)。1922年に残党はコミンテルン日本支部(第一次共産党)を再設立するが、1923年に起きた早稲田軍教事件において存在が露見し、警察は治安警察法違反によって非合法なコミンテルン日本支部(第一次共産党)を一斉検挙した(第一次共産党事件)。これにより、1924年にコミンテルン日本支部は一度解散した。
1921年5月、ウラジオストクでプリアムール臨時政府(メルクーロフ政権)が樹立される。しかし、反過激派の拠り所であるセミョーノフは、日本への亡命によって極東軍の地位を失い、ロシアの公金の処分権も失ってしまっていた。1922年、プリアムール臨時政府は崩壊した。
その後、セミョーノフは権利の無いその公金に対する債権を西比利亜自治團に譲渡して、その団体が「極東政府没落後の代表者である」として裁判を起こすが、無意味であった。

### 南京事件から広田三原則まで
やがて、共産主義は従来の国家体制を暴力革命によって転覆させることを主張するイデオロギーとして認識されるようになった。自由主義を掲げるアメリカやイギリスなどにおいてはこのような国体を揺るがしかねないイデオロギーを危険視して警戒した。フランスにおいても反ソ思想が広まっていたが、これは第一次世界大戦においてソ連がフランスを無視して対独単独講和（ブレスト＝リトフスク条約）したり、フランスの対露債権を破棄したことによるものが大きい。また、西ヨーロッパ人は既に第一次世界大戦において切符制を経験していたため、ソ連の切符制には否定的な感情を持っていた。
1924年、イギリスでジノヴィエフ書簡事件やキャンベルケースが起こる。1925年、上海で五・三〇事件、香港と広州で省港大罷工が起こる。1925年11月、香港総督がから、セシル・クレメンティへと替わった。
日本では1926年2月よりソ連の状況調査を行う露西亜通信社(後の日蘇通信社)が活動し始めた。同年3月、中国で国共対立の始まりとなる中山艦事件が起こる。日露協会(1906年創立)の評議員であった松岡洋右は1927年2月26日から35日間中国の各方面を訪問し、5月の講演稿で「1924年の国共合作により、国民政府の領袖はソ連から共産党の細胞組織及びロシア革命に用いて現在も用いられている手法を教授された」「東京辺でアカデミックな議論を見物している間に、支那には着々と共産党の芽を生じて来て、全然抜去ってしまう事は出来ないと云う状況になっている」「南方の方は宣伝委員を北の方に繰り込んで、漸次宣伝で撹乱を始めるように進めているらしい」「満洲に手が伸びているかもしれなく、朝鮮にさえ入っていないかと思われる節がある」と述べている。その間、中国では3月に共産党の陰謀とも言われる南京事件が発生しており、その後4月3日には中国共産党の扇動によって日本租界が襲撃される漢口事件が起き、同月に国民党が共産党を弾圧する上海クーデターが発生し、中国は内戦状態となった。イギリスは、5月12日にソ連の貿易団体アルコスを捜査し、5月26日にソ連との通商条約を破棄した (アルコス事件)。同月、漢口で会議が開かれ、上海にプロフィンテルン（赤色労働組合インターナショナル）極東局組織として太平洋労働組合書記局を設立することが決まる。
同年に原理日本社の三井甲之は「祖国礼拝」において国家の任務としてのマルクス主義の学術的批判の必要性を訴えている。1928年には同社の蓑田胸喜が「獨露の思想文化とマルクス・レニン主義 マルクス主義の根源的綜合的批判」においてマルクス主義の批判を行っている。
警察は1928年3月15日に再建された非合法の日本共産党(第二次共産党、1926年再建)及び労働農民党の取締りを行い(三・一五事件)、1929年4月16日に再度日本共産党の取締りを行った(四・一六事件)。その後、共産党は様々な事件を起こすようになり、警察は度々逮捕を行っている。
1928年、日本陸軍において、関東軍は満洲分離方針を取っていたが、同年3月に木曜会及び参謀本部第一部はそれぞれ満蒙問題の解決及び対ソ戦争への対応のために満蒙領有論を主張した。1929年、中ソ紛争に関し、西比利亜自治團団長の「ムスチスラフ、ペトロヴィッチ、ゴルバチョフ」(ru:Мстислав Петровић Горбачёв)法学博士は、日本の後援により沿海州占領を計画し、中国軍と協力作戦する案を立て、中国側と交渉したが、中国側は白系ロシア人の武装に対し懸念を示した。その他にも満洲には様々な白系ロシア人組織が存在しており、反ソ運動が活発化した。同年12月26日、停戦のために中ソ間でハバロフスク議定書が結ばれ、ソ連は中国側に対し白系ロシア人の武装解除及び責任者の追放を要求した。しかし、中国側は白系ロシア人に対し、寛大な態度で対応していた。
コミンテルンには一国一党の原則があり、1929年ごろには更に重視されたとされる。日本では朝鮮共産党日本総局が解散して日本共産党に吸収された。また、満洲では、朝鮮共産党満洲総局が中国共産党へ加わるために、中国共産党の許可の下で、1930年5月から一年以上に渡って日本の朝鮮地方の対岸にある間島において武装蜂起を行った(間島共産党暴動)。また、1930年8月1日には中国共産党満洲省委員会直属の撫順特別支部の朝鮮人によって満洲で八一吉敦暴動が発生した。奉天省政府は取り締まりを強化したが、それに伴い兵匪や警匪による良民への横暴も増えてしまうこととなった。1930年10月7日、ソ連は中国側に対しノートを発表し、白系ロシア人の解職と反ソ宣伝の取り締まりを要求した。中国側は方針を転換し、白系ロシア人の取り締まり及び追放を開始した。1930年11月9日、関東州の撫順警察署が撫順炭坑において挙動不審な中国人の取調べを行ったところ、共産党に関する書類を多数所持しており、李得禄外二名を始めその他中国共産党員21名を検挙した。彼らによれば、12月11日の全国ソビエト代表大会前後に満洲省委員会は中央党部と呼応して大暴動を起こし、紅軍を組織して発電所や工場を破壊し、満洲に地方ソビエト政府を樹立することを計画していた。
1930年2月、イギリスの海峡植民地総督がセシル・クレメンティへと代わり、警察にかける費用を拡大させた。1931年、海峡植民地警察は、海峡植民地の一部であるシンガポールで、フランス人の共産主義者セルジュ・ルフラン（本名ジョセフ・ジュクルー）を逮捕した。6月15日には、上海租界の共同租界工部局警察がソ連のスパイでプロフィンテルン極東組織である太平洋労働組合書記局の書記員イレール・ヌーラン(本名ヤコブ・ルドニック)を逮捕し(牛蘭事件、ヌーラン事件)、極東における赤化機関の全容や、政府要人の暗殺・湾港の破壊計画が明るみに出た。また、押収された文書には、「国民政府の軍隊内に、共産党の細胞を植付け、其戦闘力を弱める事が最も必要」だと記されていた。1931年7月、万宝山事件及び朝鮮排華事件が発生し、日中関係は悪化の一途を辿った。その後、同年に日本は満洲事変を起こし、1932年3月には満洲国が建国される。1932年4月、日本において、プロフィンテルン日本支部の日本労働組合全国協議会(全協)の中央常任委員長であった溝上弥久馬が逮捕された。
1929年に世界恐慌が発生すると、ドイツ、イタリア、日本などで全体主義（ファシズム）や軍国主義が台頭し始めた。日本では、1931年に早稲田大学教授政治学博士の五来欣造がイタリア、フランス、ドイツ、イギリス、ロシアを回り、1932年に「ファッショか共産主義か」という講演を行っており、1933年に講演録が発行された。これらの国々も同様に共産主義を危険視して否定し、徹底的に取締りを行ない、共産主義者を社会から排除した。
1933年、満洲国ハルビンにおいて白系ロシア人による反共主義的組織のロシアファシスト党が生まれる。彼らは親日的ではあったが、親独的かつ反ユダヤ主義でもあったため、日本の八紘一宇の精神や親ユダヤ政策(河豚計画)、満洲国の民族協和政策(五族協和)との間に整合性の問題が起きることとなった。同地では、ロシアでの赤化革命の首謀者はユダヤ人であるなどとして、反ユダヤ主義が広まっていた。1934年、ドイツはソ連に対抗するため、ポーランドに同盟を提案したが失敗した。
1934年には既に、1937年のソ連第二次五ヶ年計画完成によって極東軍備の完成及び赤化攻勢の強化が行われるため、これが「一九三五─六年の危機」と呼ばれるものの一つとされていた。1934年10月、ソ連に住み共産党員の待遇を受けていた井上哲こと熊谷大信がスパイとして疑われソ連より追放され、日本に情報をもたらした。1935年1月、満蒙国境で哈爾哈廟事件が発生した。そのため、同年5月から、広田弘毅外相は中国側と協議を行い、条件の中に「3. 外蒙等ヨリ来ル赤化勢力ノ脅威カ日満支三国共通ノ脅威タルニ鑑ミ支那側ヲシテ外蒙接壌方面ニ於テ右脅威排除ノ為我方ノ希望スル諸般ノ施設ニ協力セシムルコト」を提示した (広田三原則)。

### 第7回コミンテルン世界大会から第二次世界大戦まで
1935年7月から8月にかけて、コミンテルンが第7回世界大会を開き、日本やドイツ等を共産化の主な攻撃目標に定めた。中国共産党代表団は8月1日に国共合作を呼びかける八・一宣言を行った。それらに対し、日本国内では、1935年11月7日に、五来欣造が代表を務める皇化連盟が主催し、千々波敬太郎が代表を務める風雲倶楽部が後援となって有志大会を開いた。その大会の中で、ロシアファシスト党の日本代表であるワシリー・ペトロウィチ・バルイコフは「日、独、露（白系）三国同盟ヲ結成シ全世界ノ平和確立ノ為邁進セラレン事ヲ深ク望ムモノデアル」と述べた。また、その大会において、「我等ハ今日ヲ期シテ更ニ共産主義ノ徹底的撲滅ヲ期ス」とする決議を行った。その後、日本とドイツは、1936年11月25日に、日独防共協定を結んだ。この協定は、建前上反コミンテルンを目指したものであり、当時ソ連が主張していたようにソ連とコミンテルンは別物という立場を取っていたが、それらが同一であることは明白であったため、秘密附属協定にはソ連への規定を含んでいた。また、12月3日に有田八郎外相はこの協定に関し「英米とも同様の協定を結ぶ用意がある」とした。
綏遠省公安局が、1936年旧正月を期してその地を占領しようと綏遠に潜入して準備していた中国共産軍を逮捕して、武器弾薬を押収する事件が起き、綏遠省政府主席の傅作義、山西軍閥の閻錫山、冀察政務委員会は連絡を取って全面的防共に乗り出した。しかし、同年末に綏遠事件が起こる。
1936年11月12日には司法の赤化が発覚しており(司法官赤化事件)、法学部における赤化教授の追放が主張がされ行われた(滝川事件)。1937年2月、中国では国民党が三中全会を行い赤禍根絶決議を可決したが、実際には容共に向かい第二次国共合作となった。同年6月には朝鮮において赤色テロの普天堡襲撃事件が起きた。また同年、日中戦争も勃発し、日本軍が八路軍からの攻撃を受けるようになった。同年12月にはコミンテルンに呼応して日本で人民戦線の結成を企てた運動家や大学教授らが一斉検挙された(人民戦線事件)。
1937年4月12日、日本において国際反共連盟が誕生する。世界は日本の防共の大義を理解し、喜んで防共の目的を一にしようとするだろうとし、これは真に八紘一宇の大理想を顕揚することであるとし、皇道の本義に基づき人類共同の敵である共産主義の絶滅を計ることを目的とした。活動として、反共雑誌『反共情報』を始め、様々な反共本の出版を行っていた。この団体の顧問は平沼騏一郎、近衛文麿、頭山満、田中光顕、有馬良橘であり、評議員には松岡洋右、有田八郎、荒木貞夫、蓑田胸喜、五来欣造、黒龍会の内田良平及び葛生能久などが入っており、会員は1939年前後時点で約5万人居たとされる。1938年8月25日、三井甲之、蓑田胸喜、五来欣造、葛生能久、吉田茂らにより結成された帝大粛正期成同盟が、荒木貞夫文相の帝大自治制度改革要望に関して、東大総長に対し『対外「防共協定」に呼応して此の容共赤化意志を国内に於いても禊祓せざるべからず』として「長與東大總長への進言書」を提出した。
1937年12月、徳富蘇峰は、著書『戦時慨言』の中で、日中戦争について以下のように述べた。
1938年1月11日、日本は支那事変処理根本方針を決定し、その日支講和交渉条件細目の中に「六、支那は防共政策を確立し日満両国の同政策に協力すること」という条項が入れられた。しかし、中国側との交渉(トラウトマン工作)に失敗し、内閣総理大臣近衛文麿は「帝国政府は爾後国民政府を対手とせず帝国と真に提携するに足る新興支那政権の成立発展を期待し是と両国国交を調整して更生新支那の建設に協力せんとす」とする声明を発表した (第一次近衛声明)。
1938年6月13日、ゲンリフ・リュシコフがソ連の重要機密情報を持って満洲に亡命を試み、日本に協力することとなった。これにより、日本の軍事力がソ連に劣り、単独でシベリアへ攻め込むのが難しいことが判明した。7月4日、ユダヤ系アメリカメディアであるニューヨークタイムズはリュシコフ手記を「日本政府にとって都合が良すぎる」として「日本の小学生向け (DIARY FOR JAPANESE SCHOOLBOY)」であると論じた。また、同年に外蒙古の騎兵第十五聨隊騎兵大尉ビンバーも日本に亡命しており、1939年8月に「外蒙古脱出記」を出版している。
1938年11月の近衛文麿による東亜新秩序声明 (第二次近衛声明)で、東亜新秩序の建設により日満支三国相携による「共同防共の達成」を期すことが謳われた。また同年12月の同氏による「日支国交調整方針に関する声明」 (第三次近衛声明)では、日支防共協定を締結し、特定地点に防共目的で日本軍を駐屯し、内モンゴルを特殊防共地域とする方針を示した。1939年には三つの自治政府の合併によって蒙古聯合自治政府が誕生し、主席のデムチュクドンロブ(徳王)は就任宣言において「防共協和および厚生に最善の努力を行使」と謳った。1940年に成立した中華民国汪兆銘政権は和平反共建國を謳っており、同年11月30日に日本と中華民国汪兆銘政権は、共産主義的破壊活動に対する共同防衛及びその為の日本による蒙疆及び華北への軍隊駐屯を認める条項を含む日華基本条約を結んだほか、同日に日本、満洲国及び中華民国汪兆銘政権は共同防共の実を上げるために協力すること等を宣言する日満華共同宣言に調印した。また、1941年には華北に華北防共委員会が設置された。しかし、1930年代後半から始まるアメリカの容共的中国支援(フライング・タイガース及び対日経済封鎖)と、1939年のドイツによる独ソ不可侵条約締結に伴う日独防共協定反故によって、日本の反共政策は行き詰まってしまってしまう。
ソ連がドイツもしくは英米と近づこうと動いたため、タングステンなどの資源を中国に依存しその運搬をソ連のシベリア鉄道に依存していたドイツは、ポーランド侵攻のために独ソ不可侵条約を結ばざるを得なかった。また、この依存を断たない限りドイツはソ連へ攻撃することは難しかった。当時のタングステンの産出国は中国、イギリス統治下のビルマ、イギリス領マラヤ、米国などであったため、アメリカの参入を防ぎながらイギリス及びフランスを仲間に加える必要があり、ドイツは大ゲルマン帝国を作る必要にせまられ、ドイツのヨーロッパ侵攻が始まった。
その後、1940年9月27日、反共国の同盟である日独伊三国同盟が結ばれた。この条約には、極東に共産主義側の戦力としてアメリカが参入することを阻止するための条項(第3条の後半)も入れられた。1941年4月末、ソ連が軍需品のソ連通過禁止を公表し、同年6月22日よりドイツ軍はソ連への侵入を開始した。日本は同年10月から始まるドイツのモスクワ侵攻成功後にソ連極東を攻め、極東を引き離して日本保護の下に新国家を建設することを計画していたが、同じ月にアメリカがソ連の支援を始め、12月にはドイツがモスクワ占領に失敗してしまう。この、アメリカによるソ連支援は、ドイツにとってユダヤによる共産主義支援であると見え、1941年12月7日、ドイツは夜と霧という命令を発行し、ホロコーストへ繋がることとなる。更に、アメリカはソ連への支援の際に、ソ連に対して「極東の安全は英米が守るのでソ連極東軍を西部のドイツ戦線に移動すべし」と主張していたほか、1941年7月20日にはアメリカによる支援が内戦に使われるを許容できないとして、中国国民党に中国共産党との和平を促す声明を発表した。そのため、日本は米国との戦争を避けられなくなり、太平洋戦争が始まることとなる。
太平洋戦争のための日本の南進は、スペインなどのヨーロッパの反共勢力に害を与えることとなった。
1939年 - 1941年、企画院内の転向者を中心に策定された「経済新体制確立要綱」が赤化思想の産物だとして企画院事件が起きた。また、1941年には、ソ連のスパイが発覚するというゾルゲ事件が起きた。1941年 - 1943年には、転向者の多かった満鉄調査部がマルクス主義的手法を用いたとして、満鉄調査部事件が起きた。1942年からは、日本共産党再結成を行っていたとして横浜事件が起きた。1942年、ドイツにおいて、ソ連のスパイでありゲシュタポに勤務していたヴィリー・レーマンが、ゲシュタポから緊急として呼び出され移動中に死亡した。
イタリアのファシスタ党党首であったベニート・ムッソリーニは熱心な社会主義者であり、スイス放浪中にウラジーミル・レーニンから共産主義についての教義を直接受けた経験がある。その後、第一次世界大戦中に抱いた民族主義と既存の社会主義運動や共産主義運動が対立するものであったが、それらを融合させ、自らの理論としてファシズムを創始するが、その理論もジョルジュ・ソレル（フランスの哲学者。暴力論の著者として知られる）の修正主義的マルクス主義に多大な影響を受けており、ムッソリーニ当人がソレルを「ファシズムの精神的な父」と賛え、その死をソ連のヨシフ・スターリンと共に追想したというエピソードが残っている。
欧州でのファシズムの代表格であり、ナチズムの創始者でもあるアドルフ・ヒトラーも、青年時代にはバイエルン・ソビエト共和国に参加しており、「我が闘争」の中で共産主義の一派であるマルクス主義の指揮制度や集会を好例として挙げ、「私はボルシェヴィズムから最も多く学んだ」と述べている。ヒトラーの側近であるヨーゼフ・ゲッベルスも、「ボリシェヴィキどもからは、とくにそのプロパガンダにおいて、多くを学ぶことができる。」と語る様に、共産党のプロパガンダ活動を手本とし、党歌の旗を高く掲げよも共産主義者だったヴィリ・ブレーデルの詩を焼き直した物を用いるなど、浅からぬ関係にあった。更に言えば、初期のNSDAP（ナチ党）には、ナチス左派と呼ばれる、資本家を激しく攻撃し共産党やソ連との接近を模索するグループまで存在しており、一時期は党内で大きな影響力を保持していた。しかし、ヒトラー自身は反共・親英的であり、ナチスは政権掌握後は共産党の結社を禁じ、幹部をことごとく処刑、あるいは強制収容所送りにし、一部は海外に亡命した。ナチス左派幹部も長いナイフの夜事件で粛清され、その影響力をほぼ失った。
その一方、ナチ政権が長いナイフの夜をさしたる国民の反発なく「成功」させたことにスターリンは意を強くし、自らも大粛清（大テロ）に踏み切る大きな原動力となった。大粛清で殺された人数は、70万とも700万ともいわれている。
こうした関係からファシズムと共産主義（この場合はマルクス・レーニン主義）はお互いの政治的過程で対立しつつも、根本的な政治思想という点では一致していると指摘する論者も多い。この指摘を裏付けるための研究はハンナ・アーレントの全体主義の系譜についての理論が著名であり、近年ではアンドレ・グリュックスマンが研究の第一人者として知られている。ソ連などの崩壊で大量の資料が公開されたことで、よりインテリジェンスな裏付けも可能になり、近年では思想史的な研究だけでなく実証的な研究も盛んになっている。

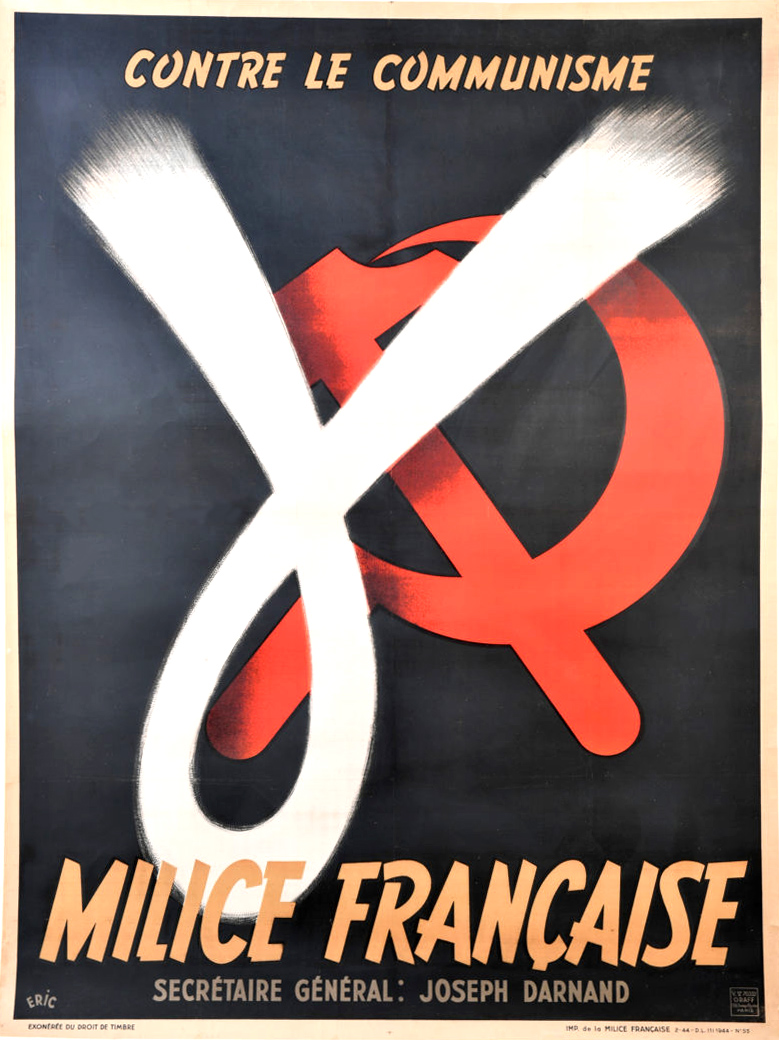
第二次世界大戦中、ヴィシー政権時代のフランスの民兵団の反共ポスター。

しかし、反共主義陣営では、第二次世界大戦勃発までファシズム・ナチズムの評価は分かれていた。ウィンストン・チャーチルなどは共産主義同様の脅威であり、暴政を見過ごすべきではないと主張した。しかし、ネヴィル・チェンバレンなどの、反共のために利用できるとする見方がある時期までは優勢だった。ファシズム・ナチズムがいかに問題でも、うかつに打倒しようものならソ連にイタリアやドイツへのつけいる隙を与え、ひいては欧州全体がその勢力圏にされかねないという主張だった。チェンバレンらの取った、対独宥和政策はこの路線に沿ったものだが、第二次世界大戦開戦と、ドイツのベネルクス3国やフランスへの侵攻で破綻した。
こういった主張や研究は、ファシズムと共産主義の双方と対立する資本主義・民主主義勢力からも受容され、2006年8月31日と9月5日のジョージ・W・ブッシュ大統領の演説、三色同盟といった反共保守層からの発言にもそれが表れている。

### 冷戦時代

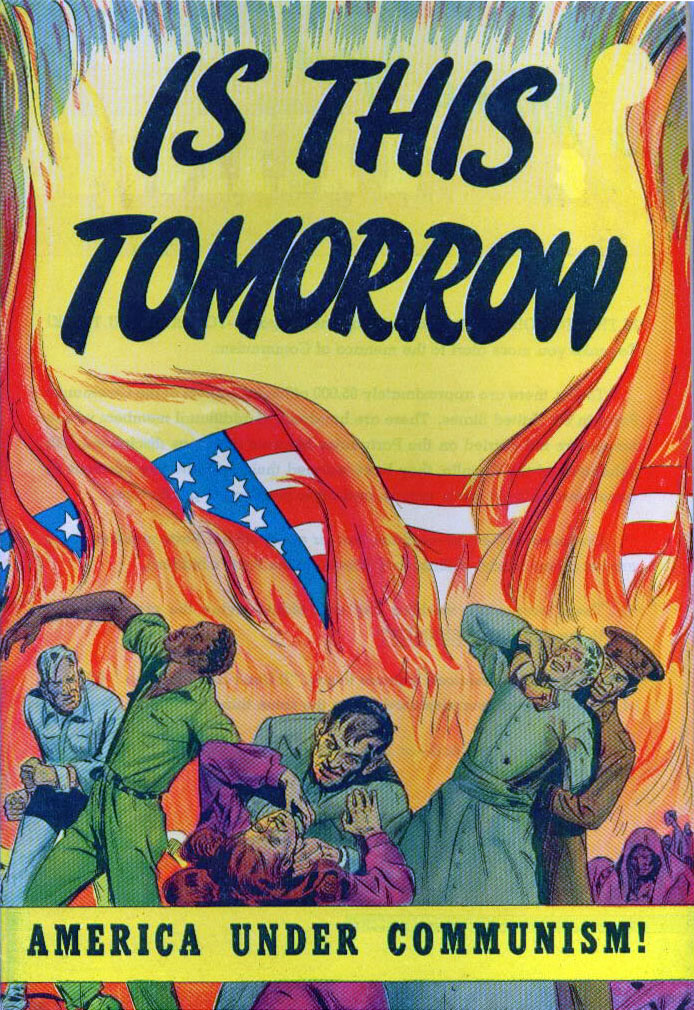
"Is this tomorrow"と題された1947年のアメリカ合衆国の反共パンフレットの表紙。

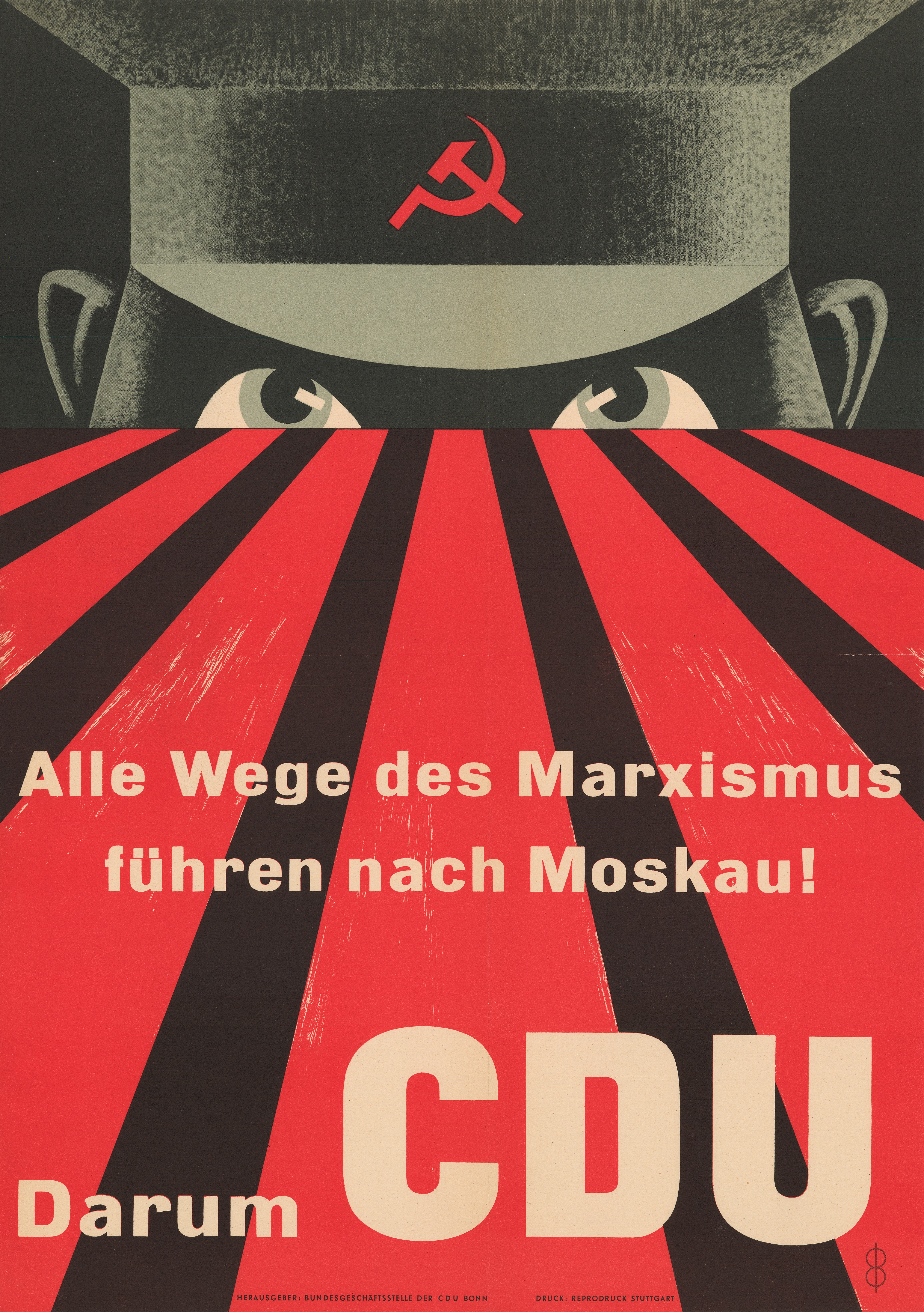
1953年のドイツ連邦共和国（西ドイツ）のドイツキリスト教民主同盟の反共主義ポスター。「全てのマルクス主義の道はモスクワに通ず」と書かれている。

第二次世界大戦において、アメリカ合衆国を中心とする自由主義国と共産主義国であるソ連が手を結んだ連合国が枢軸国に勝利すると、戦後処理の仕方を発端に1947年から米英とソ連の対立が始まった。日本では、連合国軍最高司令官総司令部(GHQ)が参謀第2部(G2)を創設し、反共主義者のチャールズ・ウィロビーの下に反共工作を行った。その過程で、容共的な民政局(GS)と対立することになった。
第二次世界大戦後は、ソ連の占領下において東ヨーロッパ各国が共産化し、ユーゴスラビアが国内の枢軸国軍を放逐して共産主義国となり、中国共産党が第二次国共内戦に勝利して1949年10月1日に中華人民共和国が成立するなど、第二次世界大戦前はソ連とモンゴルだけだった共産主義国が大幅に拡大した。自由主義国は、自国に共産主義が波及するのを恐れて、反共主義をスローガンにアメリカ合衆国からの支援を受け、国内の共産主義勢力と対決した。ロシア革命でも白軍を支援したウィンストン・チャーチルは、第二次世界大戦の終結後に「鉄のカーテン」演説を行い、ソ連をはじめとする共産圏の閉鎖性を批判した。台湾に逃げた中華民国国民党は、その地で反共抗俄政策を行った。
冷戦時代の反共主義は、スターリニズムなどに代表されるソ連の独裁政治を生み出した共産主義は民主主義に対する脅威であると強調し、反共は政治的・軍事的な面が色濃かった。赤狩りはその典型で、その後も反共主義勢力は労働運動や社会主義運動を取り締まった。日本でも、1949年に起こった国鉄の大量解雇の背景には、共産主義者が革命のために労働運動を暴力的なものへ扇動していることに対する反共主義者の警戒があった（→二・一ゼネスト、政令201号）。「マッカーシズム」とも呼ばれる反共政策は、本来、共産主義とは無縁であったとも思われる人々も「共産主義者」のレッテルが当人を失脚させたい政敵によって貼られ、社会から追放されるという行き過ぎた面があったため、やがて影を潜めた。

反共主義という側面でアメリカ合衆国の外交政策をみると、反共であれば、軍事政権や独裁であっても、冷戦下の国際関係におけるソ連との対抗上、“民主化”を口実に経済面や軍事面など多岐にわたって支援し、また民主主義的なプロセスを経て成立した政権であっても、親ソ的であると見做せば反政府勢力を支援して転覆させた。チリのアウグスト・ピノチェト、南ベトナムのゴ・ディン・ジエム、大韓民国の朴正煕や全斗煥、フィリピンのフェルディナンド・マルコス、台湾の蔣介石、スペインのフランシスコ・フランコ、インドネシアのスハルト、イランの国王モハンマド・レザー・パフラヴィー（パーレビ）、ニカラグアのソモサ家など枚挙にいとまない。
敗戦後の連合国軍占領下の日本でも、GHQにより「逆コース」が始まり、共産主義者の追放が行なわれた（レッドパージ）。日本国との平和条約が発効し主権回復した1952年には破壊活動防止法（破防法）が成立し、公安調査庁が設置され、日本共産党とその同調者・関連団体の監視を公安警察と共同して行なうようになった。この活動は共産党が“革命路線”を放棄した後も続けられ、警察白書には常にその動向が記載されている。1955年には逆コースへの対抗のため、右派と左派に分裂していた社会党の再統一がなされ、これに危機感を強めた自由党と日本民主党の「保守合同」で自由民主党が結党され、保守・革新の二大ブロックによる「55年体制」が確立した。また、1960年には日本社会党から西尾末広ら右派が民主社会党（のちの民社党）を結成して分離し、共産主義を嫌う労働者の間で全日本労働総同盟が結成され、ピノチェト政権や朴正煕政権といった反共主義を唱える軍事独裁政権を積極的に支持した。
1970年代、西欧諸国の共産党の多くはソ連から決別し、プロレタリア独裁と計画経済に基づくソ連型社会主義路線を放棄した。そして、議会制民主主義と複数政党制を擁護するユーロコミュニズムの路線を確立する。1970年の11回党大会以後の日本共産党も、基本的にはこの路線に近い立場を取った。

### 冷戦末期からソ連崩壊まで
1980年代に入ると、西側先進国ではアメリカのロナルド・レーガン政権によるレーガノミクス、イギリスのマーガレット・サッチャー政権によるサッチャリズムなどの新保守主義（ニューライト）が台頭した。新保守主義は、起源がリベラル・左翼から転向した者が多いように象徴されるように旧来の保守主義よりも強固な反共主義によって特色付けられており、また新自由主義に基づいて「小さな政府」を志向する傾向が強まっている。なお、この時期ニュージーランドのデビッド・ロンギは社会民主主義政党に属していたにもかかわらず、レーガンやサッチャー以上にラディカルな新自由主義政策を推進している。この時期の日本では国対政治を通じて与党である自民党と野党の民社党・公明党の距離が接近し、共産党を排除するオール与党体制が定着した。
1989年以降、ペレストロイカでソビエト連邦の締めつけが緩んだ東ヨーロッパでは、各国の共産主義政権が政治・経済の民主化を求める一連の反共産主義革命（東欧革命）により打倒され、1991年には「労働者の祖国」とされたソビエト連邦が崩壊し（ソビエト連邦の崩壊）、旧東側の中欧諸国の共産主義勢力も大半が衰退するか、社会民主主義政党に転換した。西側諸国ではイタリア共産党が左翼民主党に鞍替えしたり、日本でも日本社会党が社会民主党に弱体化するなど勢力の後退を余儀無くされた。

## 色々な集団や運動による反共主義
政権を獲得したボリシェヴィキズムの共産主義が一党独裁による寡頭政治を志向したのに対して、「反共主義」は多くの立場から主張されているが、それぞれの立場や批判対象は異なる。
- 多くの保守主義者は急進的な革命に反対する。
- 資本主義者は私有財産や市場経済の規制や廃止に反対する。
- ファシズムは階級闘争や国際主義に反対する。
- 個人主義者は全体主義に反対する。
- 社会民主主義者を含めた民主主義者はプロレタリア独裁や人権抑圧に反対する。
- アナキストは権威主義や中央集権に反対している。

### アナキズム
多くのアナキストは権威主義的な共産主義(Communism)を批判し、彼ら自身を（無政府)共産主義者と記述する際には「communists」と小文字で書いている。彼らはプロレタリア独裁や生産手段の国有化などのマルクス主義の概念を、アナキズムには受け入れられないと主張している。いくつかのアナキストは共産主義を、個人主義または無政府資本主義の観点から批判している。
アナキストのミハイル・バクーニンは第一インターナショナルでカール・マルクスと論争し、マルクス主義者の国家はもう1つの抑圧の体制であると批判した。彼は、大衆を上位から統治する前衛党の概念を嫌った。アナキストは当初は二月革命を、労働者が彼ら自身の権力を獲得した例であるとして参加して喜んだ。しかし十月革命の後、ボリシェヴィキとアナキストが非常に異なった理念を持っていた事が明白となった。アナキストのエマ・ゴールドマンは、1919年にアメリカからロシアへ追放され、当初は革命に熱中したが、ひどく失望して著作「ロシアでの私の失望」(en:My Disillusionment in Russia)を書き始めた。アナキストのピョートル・クロポトキンは1920年のウラジーミル・レーニンへの手紙の中で「（一党独裁）は、新しい社会主義体制を構築するためには断じて有害である。必要なのは地方権力による地方建設である ... ロシアは名前だけがソビエト共和国に変わった」と書き、新興のボリシェヴィキ官僚への痛烈な批判を提示した。

### 資本主義
共産主義者は資本蓄積された富の再分配の原則を主張するが、反共主義者はその資本蓄積は自主的な自由市場の原則が生み出し保持しているものと主張して反対している。更に多くの資本主義の理論家は、自由競争によってのみ最適化されると信じている価格決定のメカニズムに共産主義が干渉する事に反対している。

### ファシスト
ファシストはナショナリズムの立場から、国家や民族を階級闘争によって分断するとの理由で資本主義と共産主義の両方を批判し、第三の位置として階級協調を主張した(社会排外主義)。
多くの歴史学者はファシズムをヨーロッパにおける共産主義や社会主義の台頭への反動とみている。ベニート・ムッソリーニによって創立され指導されたイタリアのファシズムは、多くの保守主義者に共産主義者の革命が避けられないとの恐れを与えた左翼による騒動の数年を懸念する国王ヴィット―リオ・エマヌエーレ3世の願いによって、政権を得た。ヨーロッパ中で、資本主義者や個人主義者だけではなく、多くの貴族や保守主義者や知識人が、ファシストの運動に援助を与えた。ドイツでは多数の極右のナショナリスト集団が発生し、特に第一次世界大戦後のドイツ義勇軍はスパルタクス団蜂起とミュンヘン・ソビエト（バイエルン・レーテ共和国）の粉砕に使われた。
当初ソビエト連邦は、各国のファシズムに対抗する各国の人民戦線と同様に、西側列強との同盟の考えを支持していた。この政策は、特にイギリスなどの西側列強がソ連に見せた不信のために広く失敗した。ソ連は方針を変更し、1939年にドイツとの間の相互不可侵条約である独ソ不可侵条約を締結した。スターリンはドイツによる攻撃を予測せず、1941年のバルバロッサ作戦によるドイツによる侵攻に驚いた。ファシズムと共産主義は、協力関係から敵対関係に転じた。

### 社会民主主義
社会主義インターナショナルは、1951年のフランクフルト宣言で「共産主義の非情な専制と、資本主義の浪費と不正を同様に拒否する」とし、1962年のオスロ宣言では共産主義への反対を明確にした

### 欧州連合と欧州評議会
欧州評議会議員会議(en:Parliamentary Assembly of the Council of Europe)は2006年1月25日の1481号決議において、「20世紀に席巻し、現在でも依然としていくつかの国で権力を握っている全体主義的な共産主義政権（The totalitarian communist regimes）は、例外なく、大規模な人権侵害を行なってきた。そこには、強制収容所、人為的な飢饉、拷問、奴隷労働およびその他の組織的暴力などによる個人および集団の殺害、また、民族的または宗教的迫害、良心や思想を表明する言論の自由と表現の自由への侵害、報道の自由の侵害、政治的多元主義の欠如などが含まれる。」「全体主義的共産主義体制における犯罪は、階級闘争論とプロレタリア独裁の原則の名の下に正当化されてきた。共産主義の敵として排除された膨大な数の犠牲者は自国民であった。」「これらの犯罪は、ナチズムの犯罪のように、国際社会によっていまだ裁かれていない。その結果、共産主義政権の犯罪に対する諸国民の認識は非常に乏しく、一部の国では、共産党は合法政党であり、活動的な場合もある。」
「欧州評議会は、共産主義体制の犯罪を強く非難するとともに、共産主義体制の犠牲者の苦しみに同情し、理解することは倫理的な責務であると考える。」と決議した。
2009年3月に欧州議会は、8月23日を「20世紀のナチスと共産主義者の犯罪を記憶する全ヨーロッパの日」に提案した。

### 元共産主義者
多くの元共産主義者が反共産主義者に転向した。ベニート・ムッソリーニは共産主義者からファシストに、ミハイル・ゴルバチョフは共産主義者から社会民主主義者に、ポーランドのレシェク・コワコフスキ、日本の渡邉恒雄は共産主義者から有名な反共産主義者に、それぞれ転じている。

## 宗教と反共主義

### 仏教
ベトナムの著名な仏教僧のティック・フエン・クアンは反共産主義者で、1977年に彼は首相のファム・ヴァン・ドンに、共産主義政権による圧制の詳細な数を書いた手紙を送った。このため彼と他の5名の高僧が逮捕され留置された。

### キリスト教
カトリック教会は反共主義の歴史を持っている。
ポーランドの「連帯」を支持していた教皇・ヨハネ・パウロ2世は共産主義を激しく批判し、アメリカ中央情報局が「連帯」への資金調達を行う際の抜け道として、ヨハネ・パウロ2世の黙認のもとで、ローマ教皇庁の資金管理、運営組織であり急逝したヨハネ・パウロ1世が汚職の一掃を目指していた宗教事業協会が利用されたという報道がなされたこともある。
宗教事業協会の総裁ポール・マルチンクス大司教はマフィアや極右秘密結社であったロッジP2などの反共組織と深く関わりがあった。
ピウス9世は「Quanta Cura」 (en) と題した教皇の回勅の中で「共産主義と社会主義」を最も破滅的な失敗と呼んだ.。第二次世界大戦の前哨戦となったスペイン内戦の間、左寄りの共和国軍が共産主義と結んでスペインのカトリックを虐殺したという理由でカトリック教会は共和国軍に反対し、多くの教会がアドルフ・ヒトラー率いるナチス・ドイツやムッソリーニなどファシスト勢力が支援したフランシスコ・フランコとナショナリストの勝利に貢献した。ポルトガルのファティマでの聖母の出現の目撃者のルシア・ドス・サントスは、そのメッセージと同様に彼女の反共産主義の信念で知られている。
アイルランドのキリスト教（特にカトリック教会）とナショナリズムは、反共との一定の協調を示している。
アメリカの反共は宗教的歴史を持っている。アメリカの愛国主義的政治において有力なキリスト教徒ビリー・グラハムは、「共産主義はサタン〔the Devil〕そのものによって鼓舞され、指示され、動機づけられている宗教である」などと論じていた。

### イスラム教
ソ連による中央アジアのムスリム汗国の隷属化後、1978年のアフガニスタン紛争までは、ソビエト流の共産主義者達はムスリム住民と大規模な交流は無く、伝統的なムスリムの宗教指導者はムスリム社会における共産主義者の影響を敵視したが説教を超えた行動はまれだった。1978年のカーブルでのアフガニスタン民主共和国の成立宣言後、内戦は次第にソ連によるアフガニスタンへの侵攻へ進んだ。この事件は、アフガニスタンの反共産主義者闘争をルーツとしたイスラム主義のイデオロギーに高まり、西南アジアの地域に広く影響した。また中国にも歴史的に多数のイスラム教徒が存在しており、信教の自由をめぐって中国政府との対立が続いている。

### 新宗教
反共を掲げる新宗教も多々存在する。
韓国系の国際勝共連合を創設した世界平和統一家庭連合（旧：世界基督教統一神霊協会、統一教会）、教祖が国際勝共連合の講師を務めていた摂理がある。統一教会が韓国から日米へと拡大していく際の主な目的の一つは反共だったとされる。
日本の政治において、自民党とともに連立政権を構成している与党第二党・公明党の支持母体である創価学会、宗教政党・幸福実現党を抱える幸福の科学、白装束で話題になったパナウェーブ研究所などニュースなどで取り上げられる著名な団体もある。

## 関連作品

### 文学

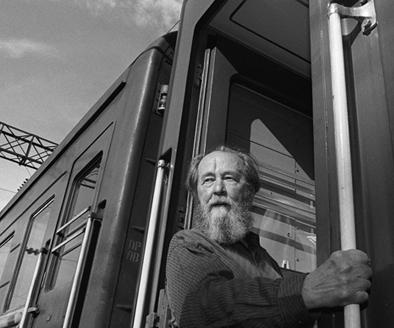
アレクサンドル・ソルジェニーツィン

アレクサンドル・ソルジェニーツィンはソ連およびロシアのノーベル文学賞受賞者、劇作家、歴史学者。彼は著作「収容所群島」や「イワン・デニーソヴィチの一日」などでソ連の強制収容所であるグラグを世界に知らせ、これらの努力により1970年にノーベル文学賞を受賞したが、1974年にソ連を追放された。
アーサー・ケストラーは「真昼の暗黒」で、ジョージ・オーウェルは「動物農場」や「1984年」でスターリニズム支配下の共産主義をモデルにした恐怖政治や全体主義を描いた。
アイン・ランドは「We the Living」(en)でドイツの共産主義の影響を書いた。

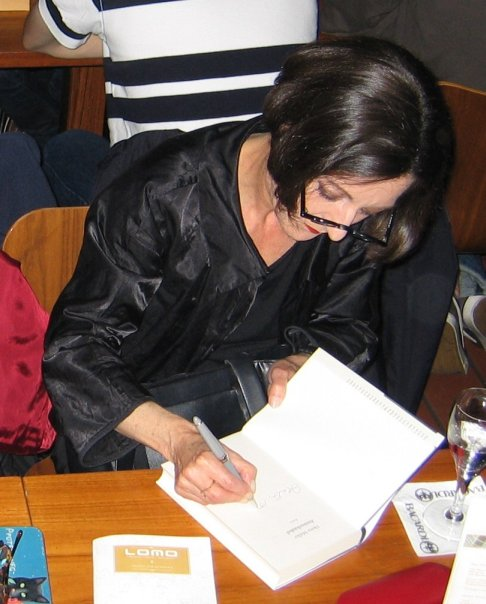
ヘルタ・ミュラー

ルーマニア生まれのドイツの詩人・エッセイストでノーベル文学賞を受賞したヘルタ・ミュラーは、チャウシェスク政権による抑圧下の共産主義国家ルーマニアでの荒廃した生活状況を描いた。それはソ連がルーマニアに押し付けた共産主義政府によって迫害される、バナトのドイツ人の歴史であった。ミュラーは1990年代初頭までには国際的に知られる作家となり彼女の作品は20言語以上に翻訳された。
- Torben Gülstorff: Warming Up a Cooling War: An Introductory Guide on the CIAS and Other Globally Operating Anti-communist Networks at the Beginning of the Cold War Decade of Détente (Cold War International History Project Working Paper Series #75), Washington 2015.

### 反共映画
- アメリカ
  - The Whip Hand（英語版）[71]
  - I Was a Communist for the FBI（英語版）[71]
  - Walk East on Beacon（英語版）[71]
  - Big Jim McLain（英語版）[71]

### 反共ソング
- Onward Blackshirts - イギリスファシスト連合の反共ソング。曲はen:Giovinezzaを借用。
- Hitlerleute - ナチスドイツの反共ソング。曲はGiovinezzaを借用。
- ロシアファシスト党党歌 - ロシアファシスト党の党歌。大聖堂行進曲の曲を借用。
- 慶祝大会紀念歌 (1936年) - 冀東防共自治政府の反共ソング[72]。
- 佐伯孝夫「日独伊防共の歌」(1937年) - 日独伊防共協定を基に作られた反共ソング。
- 東海林太郎「日独伊防共トリオ」(1938年)- 日独伊防共協定を基に作られた反共ソング。間奏に君が代、旗を高く掲げよ(国家社会主義ドイツ労働者党党歌)、ジョヴィネッツァ(ファシスト党党歌)が含まれている。
- 鳥越強「大陸行進曲」(1938年) - 「友よいっしょに防共の堅い砦を築くのだ」という歌詞が含まれる。
- 反共進行曲 (1950年) - 中華民国の反共ソング。zh:中華文藝獎金委員會による。
- 反共抗俄歌 (1950年) - 中華民国の反共ソング。中華文藝獎金委員會による。
- 我愛中華（中国語版） - 中華民国の反共ソング。「我們要消滅共匪」という歌詞が含まれる。
- 滅共の松明 - 韓国の反共ソング。
- Elton Britt「The Red We Want Is The Red We've Got」 (1950年) - アメリカの反共ソング[73]。Mr. Touchdown, U.S.A.（英語版）のB面に収録[74]。
- Hank Williams「No, No, Joe（英語版）」 (1950年) - アメリカの反共ソング[73]。
- Terry Preston「Let's Keep the Communists Out」(1950年) - アメリカの反共ソング。
- Arthur "Guitar Boogie" Smith（英語版）「Mr. Stalin, You're Eating Too High On The Hog」 (1950年) - アメリカの反共ソング。
- Roy Acuff（英語版）「Advice to Joe」(1951年) - アメリカの反共ソング[73]。
- Carson Robison（英語版）「I'm No Communist」 (1952年) - アメリカの反共ソング[73]。
- The Limeliters（英語版）「Harry Pollitt」(1961年) - アメリカの反共ソング。The Slightly Fabulous Limeliters（英語版）に収録。en:Harry Pollittを基にしている。
- Marty Robbins「Ain't I Right（英語版）」（1966年） - アメリカの反共ソング。
- John Birch Society Song (1962年) - アメリカのジョン・バーチ・ソサエティの曲。
- 國光進行曲 - 中華民国の反共ソング。「我們反共復國信心堅強」という歌詞が含まれる。